# Beti Kamya-Turwomwe
 (septembre 2024).
Betty Kamya ou Beti Kamya Beti, de son vrai nom Olive Namisango Kamya-Turwomwe, née le 30 novembre 1955 , est une  ancienne ministre et député ougandaise. Inspectrice générale du gouvernement en Ouganda depuis le 16 juillet 2021, elle est la fondatrice et présidente de l'Alliance fédérale ougandaise (UFA).

## Biographie

### Origines et formation
Elle nait à Nakuru, au Kenya, le 30 novembre 1955, d'un Ougandais, George Wilson Kamya et d'une Kényane, Margaret Wairimu Kamya. Beti est la quatrième d'une fratrie de neuf enfants. En 1961, sa famille déménage avec elle en Ouganda.
Elle y fréquente l'école McKay Memorial à Kampala et l'école primaire Saint Hellen dans l'ouest de l'Ouganda pour ses études élémentaires. Elle rejoint, ensuite, l'école de filles de Wanyange pour ses études de niveau O et le Kings College Budo pour ses études de niveau A. Elle étudie à l'université de Makerere et y obtient une licence en commerce et marketing.

## Carrière professionnelle
Dans les années 1980, sa carrière débute au service des ventes de la société Uganda Leather and Tanning Industries Limited à Jinja où elle travaille jusqu'en 1988. Elle rejoint ensuite Nyanza Textiles Industries Limited (en) où elle travaille comme directrice commerciale jusqu'en 1992. Elle déménage ensuite à Kampala avec son mari.
De 1996 à 1999, elle est  responsable marketing chez Uganda Breweries Limited à Port Bell. De 1999 à 2004, elle occupe le poste de directrice exécutive du Centre ougandais d'éducation à la faune sauvage (UWEC) à Entebbe sur les rives nord du lac Victoria.

## Parcours politique
Entre 2001 et 2004, elle devient responsable du mouvement politique Réforme Agenda, précurseur du parti politique Forum pour le changement démocratique (FDC). De 2005 à 2010, elle est l'envoyée spéciale du président du FDC, Kizza Besigye.Elle est élue députée représentant la circonscription de Lubaga Nord sur la liste du FDC de 2006 à 2010,, En janvier 2010, elle quitte le FDC et fonde l'Alliance fédérale ougandaise (UFA), devenant sa première présidente,,. Elle participe aux élections présidentielles ougandaises de 2011, arrivant cinquième avec 52 782 voix.
Ministre de l'Autorité de la capitale Kampala (en)le  6 juin 2016,, elle est nommée ministre des Terres, du Logement et du Développement urbain (en) le 14 décembre 2019,,.
Kamya rejoint le Mouvement de résistance nationale et participe aux élections dans la circonscription de Lubaga Nord en 2020. Elle bat Brian Tindyebwa et le Dr Isaac Lwanga pour devenir le représentant du NRM lors des élections présidentielles et parlementaires de 2021,,,,. Lors des élections générales de la même année, Kamya perd les législatives de Lubaga Nord face à Ababaker Kawalya de la Plateforme de l'unité nationale (NUP), un parti présidé par Robert Kyagulanyi Sentamu,,.
Elle devient Inspectrice générale du gouvernement en Ouganda depuis le 16 juillet 2021.

## Vie privée
Mariée à Spencer Turwomwe, un soldat de l'armée ougandaise, elle est devenue veuve en 2003. Ensemble, ils ont six enfants.